# Kauaiklarino
Der Kauaiklarino (Myadestes myadestinus), auch als Große Kauai-Drossel oder Kāmaʻo bezeichnet, ist eine ausgestorbene Singvogelart aus der Gattung der Klarinos (Myadestes) innerhalb der Familie der Drosseln (Turdidae). Er war auf der Hawaii-Insel Kauaʻi endemisch.

## Merkmale
Der Kauaiklarino erreichte eine Größe von 18 bis 20 cm. Die Geschlechter unterschieden sich äußerlich nicht. Die Flügellänge betrug beim Männchen 103 bis 107 mm und beim Weibchen 100 bis 103 mm. Die Lauflänge betrug 33 bis 34 mm und die Schnabellänge 12,5 bis 14 mm.
Bei adulten Vögeln war die Stirn bis zum Scheitel, der Nacken und der vordere Rücken graubraun oder schwach grau beziehungsweise grauoliv, im getragenen Gefieder getönt. Der übrige Rücken, das Schultergefieder, der Bürzel und die Oberschwanzdecken waren oliv bis olivbraun. Der Schwanz war braun. Die Steuerfedern und die Basen der äußeren Schwanzfedern waren heller oder olivbraun, die vier äußeren Schwanzfedern waren gelbbraun und die äußersten hatten einen kleinen weißen Fleck an der Spitze. Die mittleren Armdecken waren wie die Schulterfedern gefärbt oder lebhafter olivbraun gesäumt. Die großen Armdecken waren braun mit hell gelbbraunen Säumen. Innen waren die großen Flügeldecken olivbraun. Die Alula war dunkelbraun. Die Handdecken waren ebenfalls dunkelbraun jedoch mit feinen olivbraunen Säumen an den Außenfahnen. Die Hand- und Armschwingen waren braun mit schmalen hell lebhaft braunen Säumen an den Innenseiten der Handdecken. Die Armdecken waren breiter sandbraun. Sie bildeten ein Feld auf dem zusammengelegten Flügel. Die Schirmfedern waren dunkelbraun mit hell olivbraunen Säumen und Spitzen. Auf den Innenseiten der Hand- und Armdecken war ein helles Feld mit orange-braunen oder rost-braunen Basen. Die Unterflügeldecken waren silbrig-weiß mit einer hellen gelbbraunen Tönung an den Basen der Hand- und Armschwingen. Die Zügel, die Wangen und die Ohrdecken waren oliv oder olivbraun mit feinen hell gelbbraunen Flecken oder Strähnen.

## Lebensraum
Der Lebensraum waren dichte Bergwälder und Waldränder. Ab den 1980er Jahren kam die Art nur noch im feuchten Bergwald im Alakai Swamp Reserve vor, wo Niederschlagsmengen von über 6000 mm pro Jahr herrschen. Unbestätigte Sichtungen soll es vom Pihea Ridge Trail oberhalb des Kalalau Valley gegeben haben. In der Vergangenheit kam der Kauaiklarino in Wäldern auf Meereshöhe, in Bergwäldern in tiefen steilwandigen Schluchten oder auf Bergkämmen mit mittelfeuchten oder feuchten Wäldern vor.

## Lebensweise
Der Kauaiklarino war zutraulich und man konnte sich ihm leicht nähern. Er saß in aufrechter Haltung und rüttelte seine Flügel und seinen Schwanz in aufgeregter Weise. Jedoch verbrachte er auch längere Zeiträume regungslos. Seine Nahrung suchte er auf Bäumen und in Sträuchern. Er war hauptsächlich Fruchtfresser und seine Nahrung bestand aus den Beeren von Cheirodendron trigynum, Metrosideros polymorpha, Broussaisia arguta, Vaccinium reticulatum, Astelia menziesiana, Leptecophylla tameiameiae, Myrsine lanaiensis, Pipturus albidus, aus den Früchten der Weißen Zimthimbeeren, aus Lobelien sowie aus Blüten der Gattungen Coprosma und Freycinetia. Daneben bereicherten Wirbellose, wie Spinnen, Käfer und ihre Larven, Kleinlibellen und Raupen das Nahrungsangebot. Über das Fortpflanzungsverhalten ist nichts bekannt.

## Status
Ende des 19. Jahrhunderts war der Kauaiklarino noch sehr häufig und weit verbreitet. Mitte der 1930er Jahre war er zumindest in Teilen seines Verbreitungsgebietes noch ziemlich häufig. Mitte der 1940er Jahre begann ein drastischer Rückgang. Zwischen 1968 und 1973 wurden 200 Exemplare gezählt, 1981 weniger als 20 Individuen. Seit Beginn der 1980er Jahre wurden die Beobachtungen immer seltener. Die letzte dokumentierte Sichtung war im Jahre 1985, jedoch soll es einen unbestätigten Nachweis im Januar 1996 gegeben haben. 1994 wurde der Kauaiklarino von der IUCN in die Kategorie „vom Aussterben bedroht“ (critically endangered) eingestuft. 2004 wurde er in die Liste der ausgestorbenen Vogelarten aufgenommen. Die Gründe für das Verschwinden der Art sind nicht hinlänglich bekannt. Als Hauptverursacher werden Stechmücken angenommen, die die Vogelmalaria verbreiten.